# تورالف هاگن
تورالف هاگن (انگلیسی: Thoralf Hagen; ۲۲ سپتامبر ۱۸۸۷ – ۷ ژانویهٔ ۱۹۷۹) از قایقرانان روئینگ بازی‌های المپیک تابستانی ۱۹۲۰ اهل نروژ بود.